# Estônia nos Jogos Paralímpicos de Verão de 1992
Estônia participou dos Jogos Paralímpicos de Verão de 1992, que foram realizados na cidade de Barcelona, na Espanha, entre os dias 3 e 14 de setembro de 1992.